# 北野 (新座市)
北野（きたの）は、埼玉県新座市の町名。現行行政地名は北野一丁目から三丁目。郵便番号は352-0003。

## 地理
埼玉県新座市北部に位置し、志木市に接する。主に住宅地となっている。

## 歴史
もとは江戸期より存在した新座郡野方領に属する北野村であった。元禄年間に実施した検地により立村した。地名は野火止の北部に位置していた原野に因む。
- 知行ははじめは川越藩領で、1624年（寛永元年）より上野高崎藩領となる[4]。
- 1871年（明治4年）
  - 7月14日 - 廃藩置県により、高崎県となる。
  - 11月14日 - 第1次府県統合により、入間県の管轄となる。
- 1873年（明治6年）6月15日 - 入間県が群馬県（第1次）と合併して熊谷県の管轄となる。
- 1876年（明治9年）8月21日 - 第2次府県統合により、埼玉県の管轄となる。
- 1879年（明治12年）3月17日 - 郡区町村編制法により成立した新座郡に属す。
- 1889年（明治22年）4月1日 - 町村制施行に伴ない、大和田町と野火止村、北野村、菅沢村、西堀村が合併し、新座郡大和田町が成立。北野村は大和田町の大字北野となる。
- 1896年（明治29年）4月1日 - 新座郡の北足立郡への編入に伴い、北足立郡に属す。
- 1955年（昭和30年）3月1日 - 大和田町と片山村が合併し、新座町が成立。新座町の大字となる。
- 1970年（昭和45年）11月1日 - 市制施行により、新座市の大字となる。
- 1975年（昭和50年）8月1日 - 大字北野・野火止の各一部から北野一丁目〜三丁目が成立[5]。また、同日北野の一部が東北の一部となる。大字北野は消滅する。

## 世帯数と人口
2017年（平成29年）1月1日現在の世帯数と人口は以下の通りである。
| 丁目       | 世帯数    | 人口    |
| ---------- | --------- | ------- |
| 北野一丁目 | 361世帯   | 708人   |
| 北野二丁目 | 1,223世帯 | 2,757人 |
| 北野三丁目 | 1,639世帯 | 3,288人 |
| 計         | 3,223世帯 | 6,753人 |

## 小・中学校の学区
市立小・中学校に通う場合、学区（校区）は以下の通りとなる。
| 丁目       | 番地   | 小学校             | 中学校             |
| ---------- | ------ | ------------------ | ------------------ |
| 北野一丁目 | 全域   | 新座市立東北小学校 | 新座市立第二中学校 |
| 北野二丁目 | 全域   | 新座市立東北小学校 | 新座市立第四中学校 |
| 北野三丁目 | 18～21 | 新座市立東北小学校 | 新座市立第四中学校 |
| 北野三丁目 | その他 | 新座市立東北小学校 | 新座市立第二中学校 |

## 交通

### 道路
- 埼玉県道・東京都道40号さいたま東村山線
- 埼玉県道113号川越新座線
- 東北通り

### 鉄道
地区内に鉄道は敷設されていない。東武東上本線志木駅が最寄り駅となっている。

## 施設
- 立教大学新座キャンパス
- 立教新座中学校・高等学校
- 新座市立東北小学校
- 北野保育園
- 北野の森保育園
- 北野ふれあいの家